# Nørre Allé (Aarhus)
 For alternative betydninger, se Nørre Allé (flertydig). (Se også artikler, som begynder med Nørre Allé)
Nørre Allé er navnet på en gade i Aarhus, der går fra Vesterbro Torv til Borgporten, hvor gaden fortsætter til Nørrebrogade under navnet Nørregade.

## Historie
Oprindeligt var der uden for byen en sti på en del af strækningen, der nu udgøres af Nørre Allé. I 1820 blev der anlagt en allé langs stien, som kunne bruges til promenade. I 1874 var byen vokset så meget, at byrådet besluttede at ophøje strækningen fra Munkeporten til Paradisgade til en vej under det nuværende navn, selv om den allerede fire år tidligere var blevet en egentlig vej. Samtidig blev det vedtaget at anlægge gadebelysning ved vejen.
Efterhånden som gaden blev mere bebygget, kom allétræerne til at være i vejen, og de blev derfor fældet. På nordsiden af vejen lå der primært villaer med haver, hvor der også var træer, og de var med til at bevare allépræget i mange år.
I Nørre Allé 23 var der i en årrække religiøs aktivitet, idet Apostolsk Kirke blev anlagt i 1886 og fungerede som kirke til 2008. I nr. 23 C lå i mange år Indre Missions missionshus "Carmel". Lige ved siden af (på den anden side af Klosterport) lå i en periode privatskolen Elise Smiths Skole.

## Galleri
- Nørre Allé ved dag.
- Nørre Allé ved Grønnegade.